# Ташкентская медицинская академия
Ташкентская медицинская академия (ТМА; узб. Toshkent tibbiyot akademiyasi) — высшее медицинское учебное заведение в Ташкенте, Узбекистан. Образован постановлением Кабинета Министров Республики Узбекистан от 29 июля 2005 года № 178 на базе 1-го и 2-го Ташкентских государственных медицинских институтов (ТашМИ).

## История
В 1920 году в Среднеазиатском университете (САГУ) был образован медицинский факультет. Этот факультет и клиника при нём стали базироваться в корпусах бывшего Кадетского корпуса на левом берегу Салара. 

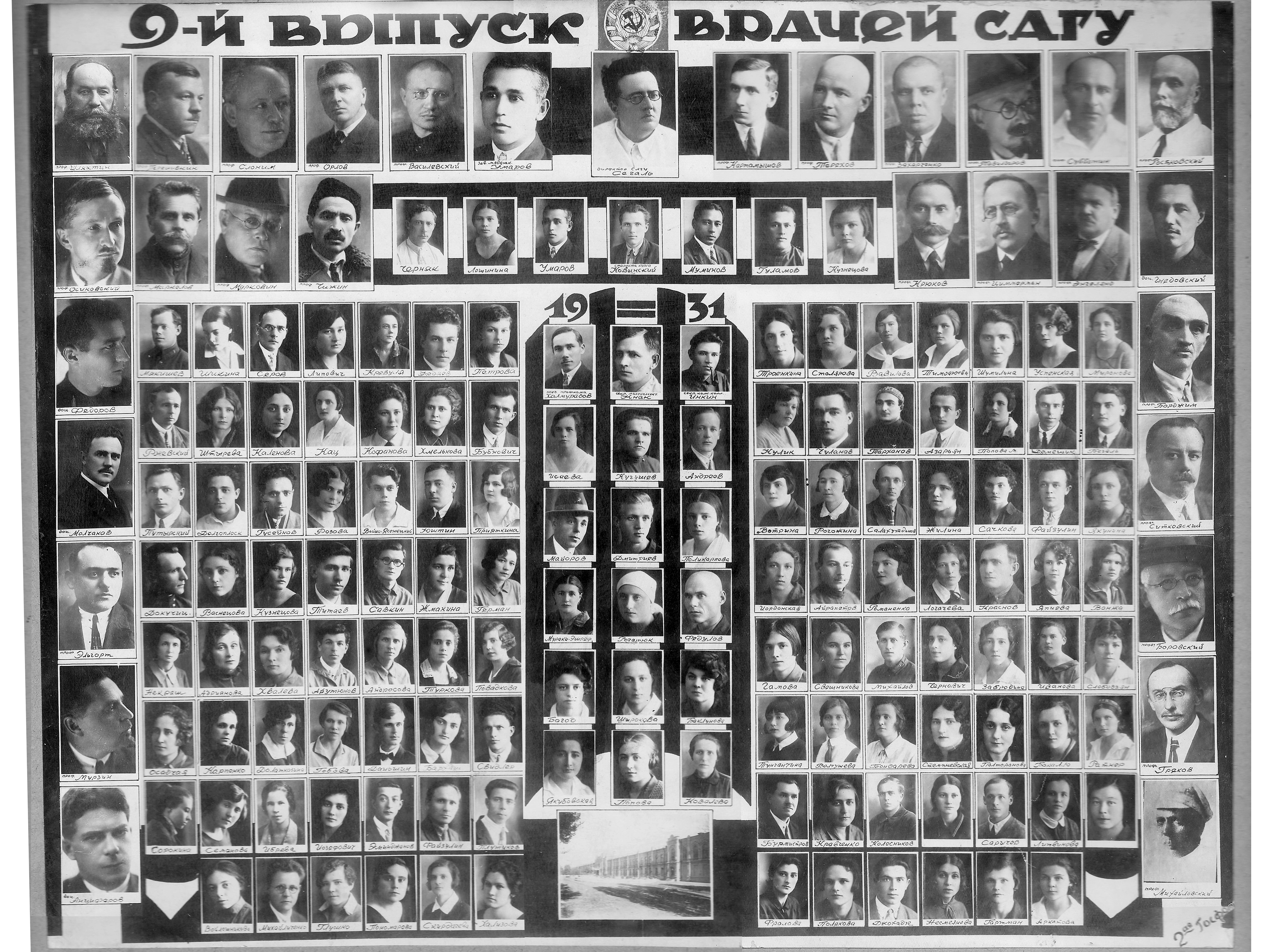
Групповая фотография выпускников и преподавателей САГУ

В 1935 году медицинский факультет вместе с корпусами был выделен из САГУ в отдельное образовательное учреждение — Ташкентский медицинский институт (ТашМИ; ТашГосМИ), ставший впоследствии Первым Ташкентским государственным медицинским институтом (Ташкентская медицинская академия).
В составе Ташкентского медицинского института в 1975 году находились: факультеты — лечебный, санитарно-гигиенический, стоматологический, подготовительное отделение, аспирантура, 67 теоретических и клинических кафедр, 36 клинических баз, центральный научно-исследовательская лаборатория, 2 проблемные лаборатории; 5 учебных музеев; библиотека (700 тысяч единиц хранения).
В 1972 году педиатрический факультет Ташкентского медицинского института выделился в самостоятельный Среднеазиатский медицинский педиатрический институт.
В 1975/1976 учебных годах в Ташкентском медицинском институте обучалось 6,5 тысяч студентов (в том числе из 18 зарубежных стран), работало около 800 преподавателей, в том числе 6 академиков и член-корреспондентов АМН СССР и АН Узбекской ССР, 70 профессоров и докторов наук, 470 доцентов и кандидатов наук.
В 1990 году на базе старых и новых корпусов ТашМИ в Ташкенте было образовано два медицинских института: Первый Ташкентский государственный медицинский институт и Второй Ташкентский Государственный Медицинский Институт.
В 2005 году указом президента Республики Узбекистан на базе Первого и Второго Ташкентских государственных медицинских институтов была образована Ташкентская медицинская академия.